# 塔瓦納安娜
塔瓦納安娜是西臺第一任王后的名字，亦是之後西臺王后的稱號。
塔瓦納安娜是西臺帝國的建立者拉巴爾那一世（統治時間：前1680年～前1650年）的王后，在她死後，西臺以她的名字作為皇帝第一后妃的稱號。塔瓦納安娜是個獨立的地位，只要她還活著，不管是在國王死後，或是繼任的國王娶了王后後，都保有其位。她去世後，塔瓦納安娜的頭銜將由新任國王的王后繼承。
塔瓦納安娜亦擁有權利和責任在皇帝出外征戰時代替國王做決策，例如在哈圖西里三世（統治時間：前1267年～前1237年）去世後，他的王后蒲杜海琶承擔了與埃及王室溝通的責任和統治西臺的附庸國。

## 相關作品
- 《天是紅河岸》（漫畫）：篠原千繪
- 《第一皇妃》（小說）：犬犬